# Christian Lara
Christian Rolando Lara Anangonó (Quito, Provincia de Pichincha, 27 de abril de 1980) es un exfutbolista ecuatoriano.

## Trayectoria
Jugó en todas las divisiones formativas en el Club Deportivo El Nacional, club en el que militó hasta mediados de 2006 fecha en la que el club lo cedió al Al-Wakrah SC de Catar.
Con el El Nacional,  ha jugado campeonatos desde 1998, año en el que debutó en primera división del fútbol de Ecuador. Su primer gol en Copa Libertadores lo marco de tiro libre al argentino River Plate, mientras que su primer gol en Eliminatorias Mundialistas lo marco en 2005 ante la Argentina a la que Ecuador derrotó 2-0. 
En 2007 después de su fugaz paso por el fútbol de Catar ficha por Liga Deportiva Universitaria de Quito, club con el que destaca. El Barcelona Sporting Club firma a 'el diablito' Lara para la temporada 2008.  Año siguiente es trasferido al Fútbol Profesional Colombiano para la temporada 2009. Aunque en un principio Atlético Nacional aseguró la contratación, finalmente el jugador fichó con el Deportivo Pereira. A mediados del 2009 Lara retorna a Liga Deportiva Universitaria de Quito destacando en el torneo local y en las copas internacionales que el club disputó. En 2011 El Nacional confirma el regreso de Lara al club que lo vio nacer futbolísticamente. 
En enero del 2012 se anunció el fichaje de 'el diablito' Lara  por el Euro Musketeers, club de fútbol de la ciudad de Barasat, en la India, sin embargo el tema no terminó de cristalizarse. En marzo del mismo año ficha por el Real Cartagena de Colombia. 
Después de anunciar su retiro en 2018 con El Nacional, en 2022 a sus 41 años vuelve del retiro y se une al Sociedad Deportiva Rayo de la Segunda Categoría de Pichincha para jugar la temporada 2022.

### Participaciones Internacionales
Con la selección de fútbol de Ecuador jugó en el Mundial 2006 en Alemania, donde cumplió con lo esperado y lleno las expectativas de Suárez (técnico de Ecuador) quien confió en el como recambio generacional en el medio campo del Ecuador.

### Logros Deportivos
En su carrera deportiva Lara cuentan los subtítulos de la Serie A (Ecuador) de 1999, 2000 y 2001, los campeonatos nacionales del 2005 con El Nacional, 2007 y 2010 con Liga Deportiva Universitaria de Quito, la Copa Sudamericana 2009 y las Recopas 2009 y 2010 con este último equipo, a los que se suma la clasificación con Ecuador al Mundial 2006 y la participación en este. 
Fue nombrado el mejor jugador del Campeonato Ecuatoriano de Fútbol 2007.

## Clubes
| Club                    | País     | Año       |
| ----------------------- | -------- | --------- |
| El Nacional             | Ecuador  | 1998-2006 |
| Al-Wakrah SC            | Catar    | 2006      |
| LDU Quito               | Ecuador  | 2007      |
| Barcelona               | Ecuador  | 2008      |
| Deportivo Pereira       | Colombia | 2009      |
| LDU Quito               | Ecuador  | 2009-2010 |
| El Nacional             | Ecuador  | 2011      |
| Real Cartagena          | Colombia | 2012      |
| Manta F.C.              | Ecuador  | 2012-2013 |
| Deportivo Quito         | Ecuador  | 2014      |
| El Nacional             | Ecuador  | 2015-2016 |
| Dorados de Sinaloa      | México   | 2017      |
| Clan Juvenil            | Ecuador  | 2018      |
| El Nacional             | Ecuador  | 2018      |
| Sociedad Deportiva Rayo | Ecuador  | 2022      |

## Palmarés

### Campeonatos nacionales
| Título                 | Club           | País    | Año  |
| ---------------------- | -------------- | ------- | ---- |
| Campeonato Ecuatoriano | CD El Nacional | Ecuador | 2005 |
| Campeonato Ecuatoriano | Liga de Quito  | Ecuador | 2007 |
| Campeonato Ecuatoriano | Liga de Quito  | Ecuador | 2010 |

### Campeonatos internacionales
| Título              | Club          | País    | Año  |
| ------------------- | ------------- | ------- | ---- |
| Recopa Sudamericana | Liga de Quito | Ecuador | 2009 |
| Copa Sudamericana   | Liga de Quito | Ecuador | 2009 |
| Recopa Sudamericana | Liga de Quito | Ecuador | 2010 |

### Distinciones individuales
| Distinción                                | Año  | Equipo         |
| ----------------------------------------- | ---- | -------------- |
| Mejor jugador del Campeonato Ecuatoriano  | 2007 | Liga de Quito  |
| 500 partidos en el Campeonato Ecuatoriano | 2016 | CD El Nacional |
| 100 goles en el Campeonato Ecuatoriano    | 2016 | CD El Nacional |